# Nätmelon

Nätmeloner

Nätmelon eller kantalup (ibland Cantaloupemelon, efter den engelska stavningen) är en underart till melon (Cucumis melo) i familjen gurkväxter. Namnet kommer av skalets nätmönster. Den är rund och har ett blekgrönt, nätmönstrat skal. Köttet är orange med ett kärnhus i mitten. Smaken är söt och mild.